# Dunit

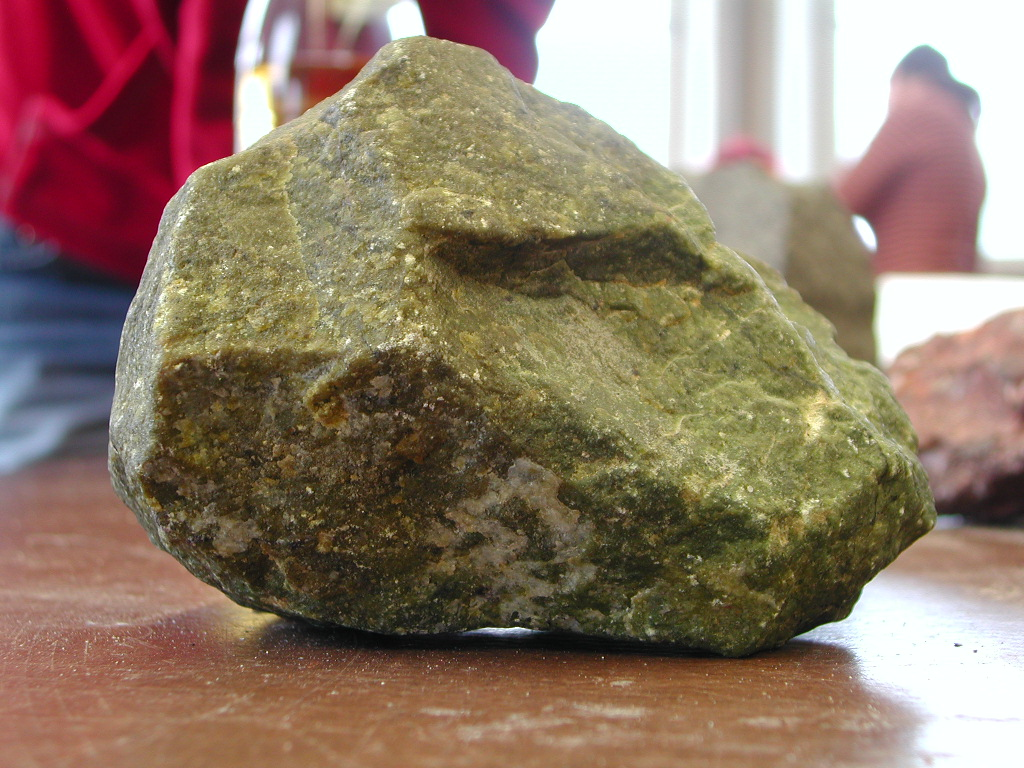
En sten av dunit

Dunit är en ultrabasisk magmatisk bergart som består av över 90 procent olivin.  En yta av bergarten som ej har vittrat är grågrön men efter vittring blir den oftast brun. Förutom olivin innehåller bergarten vanligen lite kromit och pyroxen. Dunit kan förekomma som en kumulatbergart, vilket innebär att den då bildas som lager som successivt kristalliserar i en magmakammare. Olivin som reagerat med vatten bildar serpentin. Om bergarten domineras av detta så kallas den serpentinit.

## Förekomst

### Sverige
I Sverige finns dunitfyndigheter bland annat i Kittelfjäll.